# Viva Django!
Viva Django!  (em italiano:  Preparati la bara!) é um filme de faroeste italiano dirigido por Ferdinando Baldi e lançado em 1968.

## Sinopse
O misterioso pistoleiro Django consegue com um político corrupto o emprego ideal: carrasco de inocentes proprietários de terras que não se submetem a seus desmandos. Em vez de enforcá-los, no entanto, Django os coopta para sua quadrilha guiada por sua vingança contra o proprietário, que causara a morte de sua mulher.

## Elenco
- Terence Hill: Django
- George Eastman: Lucas
- Horst Frank: David Barry
- José Torres: Garcia
- Pinuccio Ardia: Orazio
- Guido Lollobrigida: Jonathan (com o nome Lee Burton)
- Andrea Scotti
- Barbara Simon: Mercedes
- Spartaco Conversi
- Luciano Rossi: Edward G. Ross